# Alcis turanica
Alcis turanica là một loài bướm đêm trong họ Geometridae.